# Université Nanzan
L'université Nanzan (南山大学, Nanzan daigaku) est une université privée japonaise fondée en 1949 et située à Nagoya dans la préfecture d'Aichi. Le musée d'anthropologie de l'université abrite de nombreux fragments de haniwa (cylindres) hagi-yaki et de poteries sueki (de) en provenance du proche kofun de Danpusan. .

## Source de la traduction
- (en) Cet article est partiellement ou en totalité issu de l’article de Wikipédia en anglais intitulé « Nanzan University » (voir la liste des auteurs).